# Maureen Lipman
Dame Maureen Diane Lipman (Kingston upon Hull, 10 maggio 1946) è un'attrice britannica attiva in campo teatrale, televisivo e cinematografico..
È nota soprattutto per aver interpretato la madre di Władysław Szpilman nel film Il pianista.

## Biografia
nasce a Kingston upon Hull, il 10 maggio 19476. Studia alla London Academy of Music and Dramatic Art, prima di unirsi alla compagnia di Laurence Olivier del Royal National Theatre e dell'Old Vic e poi alla Royal Shakespeare Company. In seguito recita numerose opere teatrali, sia di prosa che musical, tra cui: Messiah (1983), per la quale viene candidata al premio Laurence Olivier in qualità di miglior attrice; Wonderful Town (1986), per il quale viene candidata al Laurence Olivier Award in qualità di migliore attrice in un musical; Re: Joyce (Londra, 1988 e 1991; Stati Uniti, 1990); Oklahoma!, con Hugh Jackman (Londra, 1998); Thoroughly Modern Millie (Londra, 2004), per il quale viene candidata al Laurence Olivier Award in qualità di migliore attrice in un musical; Glorious (2005); A Little Night Music (2008), per il quale viene candidata al Laurence Olivier Award in qualità di miglior performance in un ruolo non protagonista in un musical; Harvey (2015).
Nel 1984 viene candidata ai Premi BAFTA in qualità di migliore attrice non protagonista per la sua interpretazione nel film Rita, Rita, Rita.

## Vita privata
È stata sposata con il drammaturgo Jack Rosenthal dal 1974 alla morte dell'uomo, avvenuta nel 2004, e la coppia ha avuto due figli: Amy e Adam. Successivamente è stata impegnata in una relazione con Guido Castro dal 2008 alla morte dell'uomo nel 2021.

## Filmografia parziale

### Attrice

#### Cinema
- The Smashing Bird I Used to Know, regia di Robert Hartford-Davis (1969)
- Sequestro pericoloso (Gumshoe), regia di Stephen Frears (1971)
- Rita, Rita, Rita (Educating Rita), regia di Lewis Gilbert (1983)
- Ma guarda un po' 'sti americani! (European Vacation), regia di Amy Heckerling (1985)
- Solomon and Gaenor, regia di Paul Morrison (1998)
- Il pianista (The Pianist), regia di Roman Polański (2002)

#### Televisione
- Thriller – serie TV, 1 episodio (1973)
- L'ispettore Regan (The Sweeney) – serie TV, 1 episodio (1976)
- Tutti gli uomini di Smiley (Smiley's People) – serie TV, 2 episodio (1982)
- Coronation Street – soap opera, 385 puntate (2002-in corso)
- Doctor Who – serie TV, 1 episodio (2006)
- Casualty – serie TV, 1 episodio (2007)
- Skins – serie TV, 1 episodio (2009)
- Holby City – serie TV, 1 episodio (2011)
- L'ispettore Barnaby (Midsomer Murders) – serie TV, episodio 15x03 (2012)

### Sceneggiatrice
- Re:Joyce! - A Celebration of the Work of Joyce Grenfell, regia di John Reardon e Alan Strachan – film TV (1991)
- Maureen Lipman: Live and Kidding, regia di Brian Klein - direct-to-video (1996)